# Kościół Nawiedzenia Najświętszej Maryi Panny i bł. ks. Stefana Wincentego Frelichowskiego w Jastrzębiu
Kościół Nawiedzenia NMP i bł. ks. Stefana Wincentego Frelichowskiego – rzymskokatolicki kościół parafialny należący do dekanatu Górzno diecezji toruńskiej.

## Historia
Kościół usytuowany na wzgórzu, przy drodze do Komorowa, niedaleko rozwidlenia dróg do Górzna i Brodnicy. Przypuszczalnie kościoły w Jastrzębiu zawsze były drewniane. Ślady pierwszego pochodzą już z 1618 roku kiedy świątynia miała wezwanie św. Leonarda. Najstarsze materiały źródłowe opisują drewniany kościół zbudowany w 1682 roku dzięki staraniom ks. Grzegorza Mioduskiego miejscowego proboszcza i kanonika pułtuskiego. Konsekracji kościoła dokonał 22 lipca 1700 roku biskup płocki Ludwik Bartłomiej Załuski. Patronami kościoła byli Najświętsza Maryja Panna w Tajemnicy Nawiedzenia św. Elżbiety oraz św. Opata Leonarda. Obecny kościół Nawiedzenia Najświętszej Maryi Panny został wybudowany za czasów kolatorstwa biskupów chełmińskich w 1821 roku.

## Architektura
Orientowany, drewniany o konstrukcji zrębowej i sumikowo-łątkowej na podmurówce z głazów granitowych, spojonych wapienno-cementową zaprawą, o ścianach oszalowanych, a dachach siodłowych. Korpus założony na planie prostokąta z węższym i niższym prezbiterium zamkniętym trójbocznie. Od strony zachodniej w korpusie wtopiona niska, kwadratowa wieża. Do szczytu zachodniego dostawiona w 1960 murowana kruchta z imitacją konstrukcji szachulcowej. Nad korpusem i kruchtą wejściową osobne dachy dwuspadowe, wieża kryta dachem namiotowym (blacha miedziana). Wnętrze kościoła nakryte płaskim stropem polichromowanym, w nawie z dwoma podciągami. Malatura pochodzi z 1858 roku. Od zachodu wybudowany chór muzyczny wsparty na ośmiu słupach. Prezbiterium przedzielone prostą ścianą za ołtarzem głównym. Zakrystia wydzielona między trójbocznym zamknięciem prezbiterium a prostą ścianą wewnętrzną. Nawę główną oświetlają cztery okna wypełnione witrażami zaprojektowanymi i wykonanymi w 1964 roku przez Stanisława Powalisza. Witraże te przedstawiają: Pietę, Ofiarowanie w świątyni, Maryję Królową Polski i dwunastoletniego Jezusa nauczającego w świątyni. W prezbiterium na dwóch kolejnych witrażach znajdują się: Oko Opatrzności Bożej wraz z symbolami ewangelistów Łukasza i Jana oraz Duch Święty wraz z symbolami ewangelistów Marka i Mateusza.

## Wyposażenie
Na wyposażenie składają się: polichromowany ołtarz główny i dwa boczne o cechach barokowej snycerki z 1. połowy XVIII w. Tłem ołtarza głównego jest namalowana czerwona kotara. Ażurowe ornamenty ołtarza nawiązują do wzornictwa manieryzmu niderlandzkiego i przedstawia powyginane, stylizowane wicie roślinne z fantazyjnymi kwiatami i pękami owoców, po obu stronach tabernakulum znajdują się herby fundatorów świątyni na czerwonym tle: Nałęcz i Larysza.
Obrazy w ołtarzu głównym:
- Nawiedzenie z XIX wieku;
- zasłonowy Święta Trójca z przełomu XIX i XX wieku
- w zwieńczeniu św. Jan Ewangelista z XVII wieku

Wszystkie namalowane przez nieznanych artystów techniką olejną na płótnie. Po obu stronach ołtarza wiszą na ścianie pozłacane anioły.
W południowym ołtarzu bocznym:
- Matka Boska Nieustającej Pomocy autorstwa ks. Marka Cześnina,
- zasłonowy Matka Boska Częstochowska z 1966 roku autorstwa ks. Franciszka Znanieckiego
- w zwieńczeniu przedstawienie św. Józefa z XVII wieku w towarzystwie rzeźb św. Stanisława z XV wieku[10] i niezidentyfikowanego świętego.

W północnym ołtarzu:
- Serce Jezusa z 1966 roku autorstwa ks. Franciszka Znanieckiego,
- zasłonowy to portret błogosławionego ks. Stefana Wincentego Frelichowskiego autorstwa Grażyny Zielińskiej,
- w zwieńczeniu ukrzyżowanie w otoczeniu figur złego i dobrego łotra[11]. Ponadto na ścianie zawieszono XIX wieczny obraz św. Antoniego Padewskiego[12].

Wyposażenie uzupełniają:
- chrzcielnica o cechach rokokowych przedstawiająca wzburzone wody Jordanu podczas chrztu Jezusa z 1. połowy XIX w., ambona z XVIII wieku z ośmiobocznym polichromowanym koszem dekorowana snycerskimi emblematami i zamknięta u dołu szyszką, renesansowy kielich, monstrancja z 1738 roku
- cztery lichtarze cynowe wykonane w XVIII w[12][13].

Organy pozytywowe o zewnętrznej oprawie neobarokowej i współczesnym jej wyposażeniu instrumentu z zespołem dźwięku w znacznej części uzupełnionym po zniszczeniach wojennych (2. połowa XIX w.) instrument: traktura mechaniczna, wiatrownica mechaniczno-zasuwkowa, miech pływakowy (nowszy), 7 rejestrów, 1 manuał. Organy siedmiogłosowe o trakturze mechanicznej. Obecny zespół brzmieniowy nie jest oryginalny. Konstrukcja charakterystyczna dla baroku jednak brak danych o czasie budowy i budowniczym. Wyróżniają się trzy głosy: Quinta 2/3’, Flauttravese 4’,Flaut major 8’ tzn. salonowe, które służyły dotowarzyszenia tańcom i śpiewom na dworach. Pozostałe tj. Principal 8’, Octavia 2’, Gambe 8’, Octavia 4’ dodano dla brzmienia kultu religijnego.

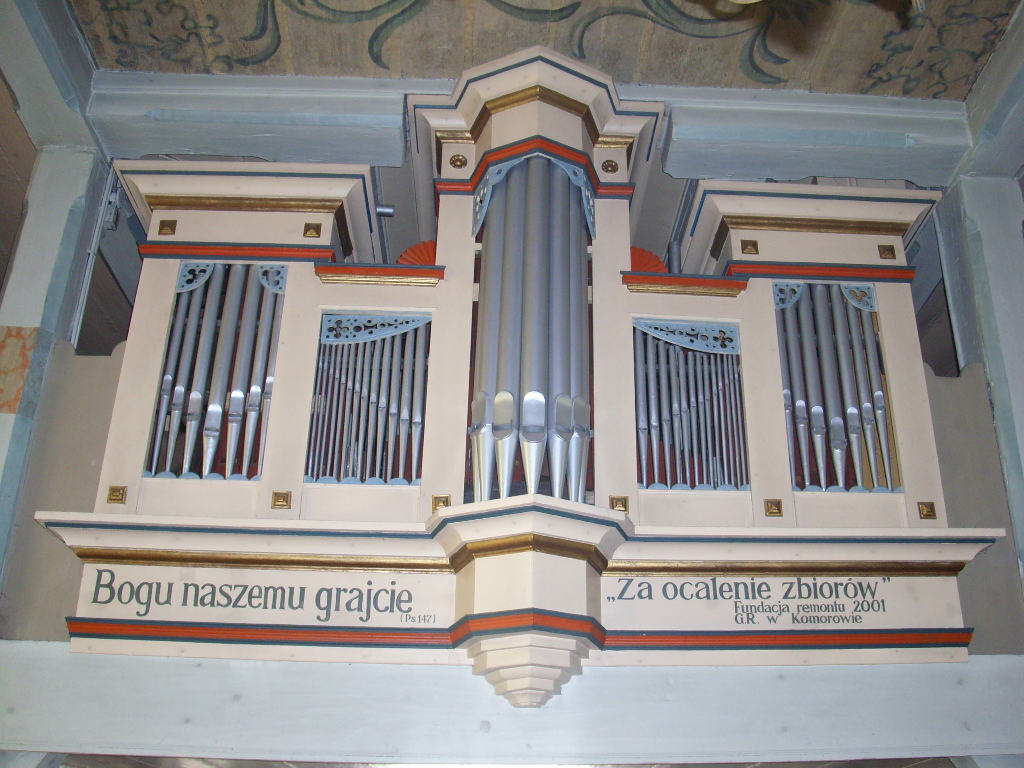
Barokowe organy

## Prace konserwatorskie
Począwszy od 1859 roku kościół przechodził liczne remonty i renowacje. Już 38 lat po budowie wichura uszkodziła dach. Lata 1866-1884 to głównie naprawy dachu i wieży kościelnej. W 1877 odnowiono i pomalowano wnętrze, w 1886 zmieniono pokrycie dachowe (pierwotnie gont) na dachówkę esówkę. Po kolejnej restauracji w 1911, podczas obrad rady parafialnej 18 lutego 1912 podjęto decyzję o powiększeniu kościoła – w miejscu zakrystii miała powstać dobudówka, jednak koszt przedsięwzięcia oszacowano na 4700 marek. Kolejna burza uszkodziła budynek w 1922. W 1926 odnowiono wieżę, pokrywając ją blachą cynkową. Od 1964 roku zmieniono stolarkę okienną co zaczęło serię remontów poprzedzających milenium chrztu Polski. Wnętrze kościoła było odnawiane w 1966, wtedy też zastąpiono starą kruchtę z muru pruskiego na murowaną z cegły. Dębową podłogę i ławki w nawie trafiły do kościoła w 1972 roku, a nagłośnienie i instalację elektryczną wymieniono w latach 80.
Całkowitą restaurację zewnętrzną rozpoczęto w 1991 kiedy proboszczem został ks. Zbigniew Markowski. Rozpoczęto od wzmocnienia konstrukcji i podstemplowania północnej ściany, która była odchylona o 20° od pionu. Aby zapobiec dalszemu przechylaniu konstrukcji i zaciekaniu wody do środka wymieniono oczep oraz wzmocniono drewno żywicą. Kruchtę obudowano imitacją konstrukcji szachulcowej, pokryto dach kościoła blachą miedzianą, ściany obito nowymi deskami a wieżę zwieńczono krzyżem kowalskiej roboty pana Jarzynki z Górzna. Kolejny remont konserwatorski rozpoczęto w roku 1994 – modrzewiowa podłoga, nowe oświetlenie, odkrywki i konserwacja pierwotnego wystroju malarskiego na ścianie wschodniej prezbiterium, na stropie oraz balustradzie chóru muzycznego. W 1996 zamontowano szyby przeciwwłamaniowe, w 1998 naprawiono system odprowadzający wodę z rynien, odgrzybiono zawilgocenia ścienne. Ostatnim etapem realizowanym w 1999 roku dokończono wykonanie dekoracji zgodnej z pierwotną kolorystyką i ornamentyką wnętrz. Niestety ograniczenia finansowe nie pozwoliły na całkowite odsłonięcie pierwotnej bogatej dekoracji a jedynie jej zasygnalizowanie.

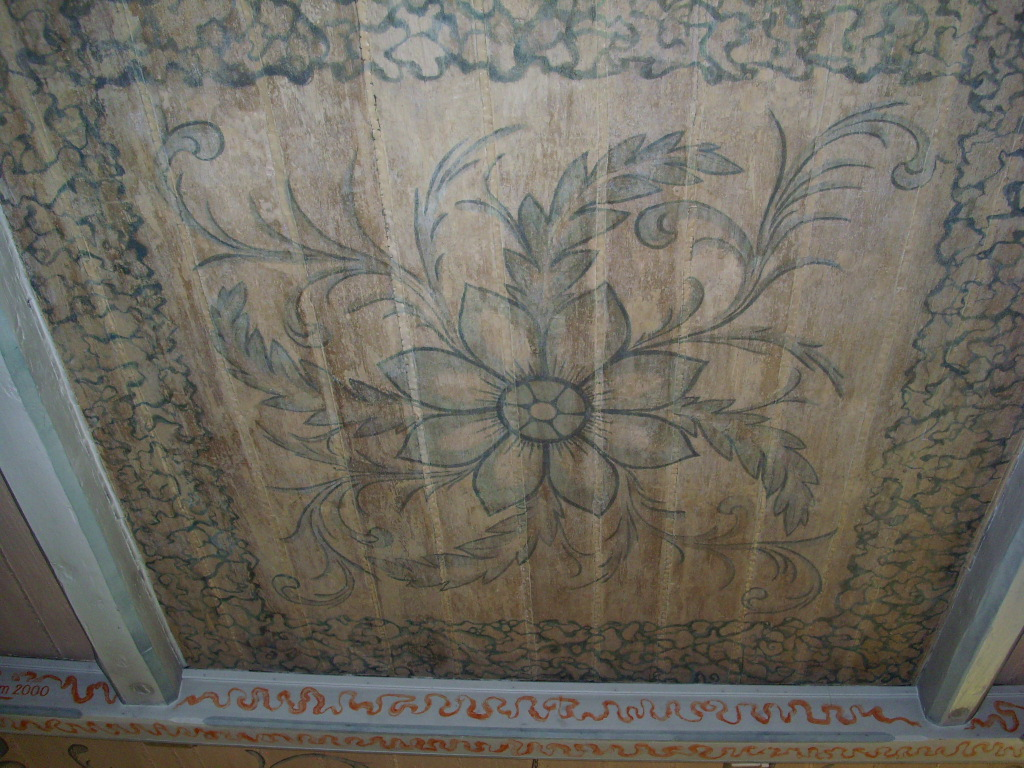
XIX wieczne polichromie
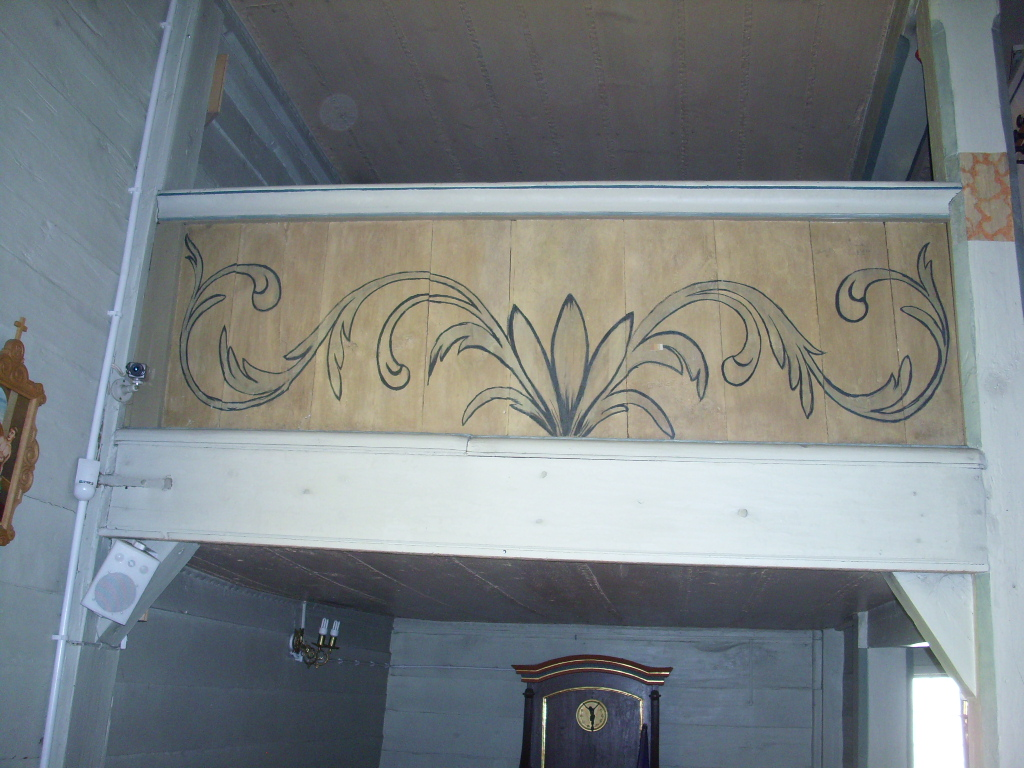
Południowa empora chóralna z polichromiami powstałymi w 1858 r.
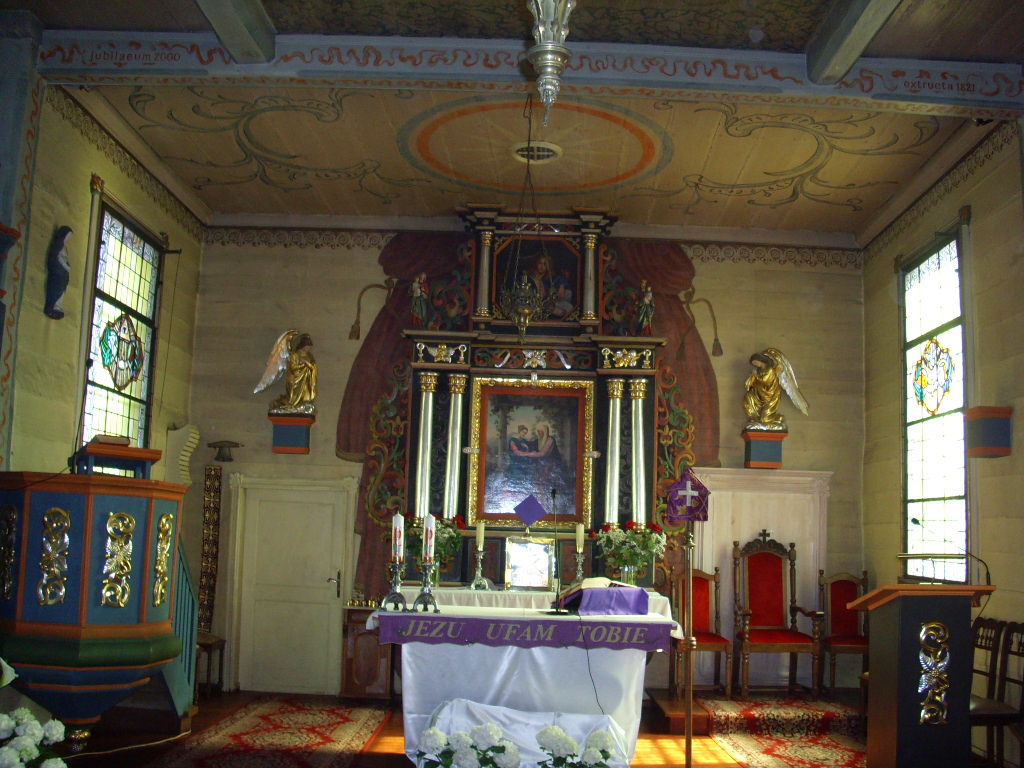
Polichromie na stropie
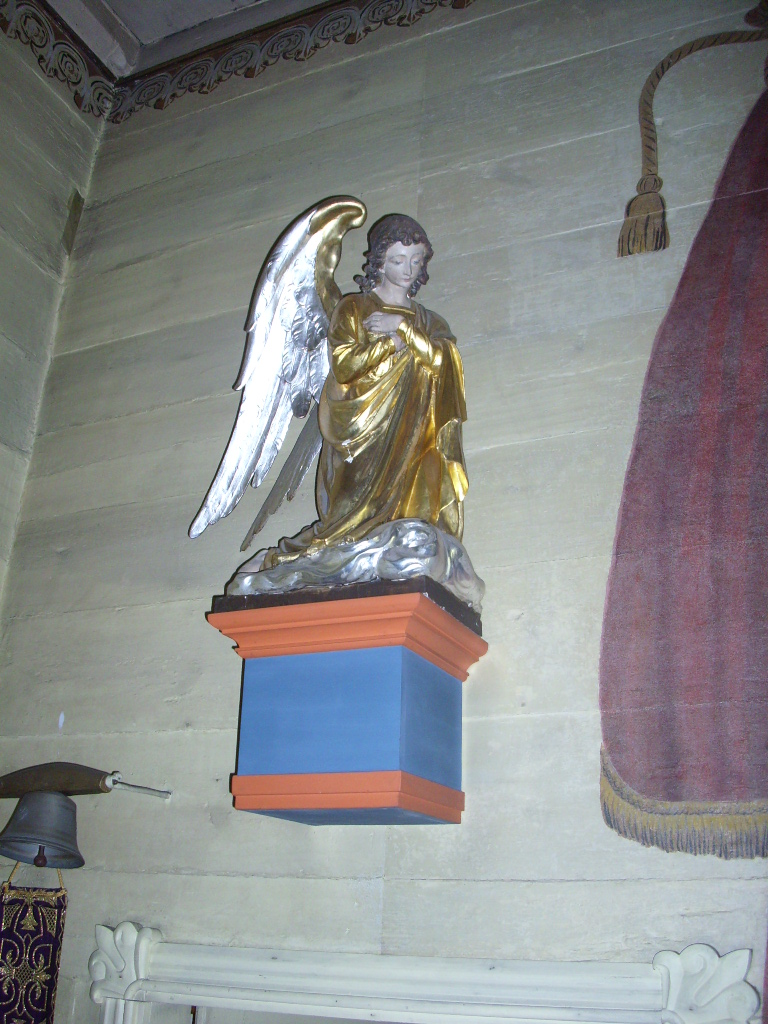
Jeden z aniołów w prezbiterium

## W otoczeniu

### Dzwonnica
Na terenie przykościelnym znajduje się drewniana dzwonnica zbudowana w 1. połowie XIX w., odremontowana w 1993, wzniesiona w konstrukcji słupowo-ramowej, szalowana. Otwory okienne zamknięte prostokątnie. W niej zawieszony późnogotycki dzwon z 1510 z minuskułowym napisem O REX GLORIE(CHRISTE)XPE VENI CUM PACE MARIA oraz stukilogramowy dzwon bł. ks. S. W. Frelichowskiego z 1997 roku. Przed wejściem do kościoła jest usytuowany mały plac po zachodniej stronie zamknięty budynkiem plebanii zbudowanej w XIX wieku. budynek posiada skromne cechy klasycystyczne (kapitalny remont w 1991 roku).

### Karawakaz 1946 roku
Naprzeciwko kościoła znajduje się wyjątkowy krzyż z podwójnymi ramionami – karawaka z 1946 roku, ustawiono go na miejscu poprzedniego – obalonego przez nazistów, miał ustrzec wieś przed zarazami, która przyczyniły się do śmierci wielu ludzi na terenie ziemi michałowskiej w czwartym ćwierćwieczu XIX wieku. Krzyże te stawiano na odrębnie zakładanych cmentarzach lub, jak w tym przypadku, w centrum wsi dla upamiętnienia wielu ludzi zmarłych na tę zarazę. Podobne karawaki w powiecie brodnickim znajdują się na cmentarzyku cholerycznym w Wichulcu oraz na michałowskim ryneczku w Brodnicy. Kilkakrotnie wieś i okolica stały w obliczu epidemii cholery: 1831, 1834, 1848, 1852, 1854, 1855, 1866 i 1873 roku. Zmarłych, w wyniku zarazy, mieszkańców grzebano na specjalnie wyznaczonych cmentarzach, które nazywano „cholernikami”. W Jastrzębiu taki cmentarz epidemiczny zlokalizowano poza wsią, przy drodze w kierunku Gortatowa, za zabudowaniami byłego kółka rolniczego. W dawnych czasach w centralnym miejscu zlokalizowany był kurhan na szczycie, którego powstał ceglany postument zwieńczony figurką Madonny. Dziś zarówno po kapliczce jak i całym cmentarzu nie pozostał ślad, teren zarósł i uległ degradacji.

### Cmentarz
Wokół kościoła znajduje się nieczynny cmentarz przykościelny z licznymi zabytkowymi nagrobkami z XVIII, XIX i XX wieku. Niedaleko znajduje się także czynny cmentarz grzebalny z 1914 roku. Założony na planie regularnego prostokąta. Cmentarz powiększono w 1994 roku a uroczystego poświęcenia dokonał biskup pomocniczy diecezji toruńskiej Jan Chrapek. Kolejna rozbudowa cmentarza nastąpiła w 2009 roku, latem 2010 w centralnej części nowego cmentarza wybudowano kamienny postument zwieńczony drewnianą figurą przedstawiającą Pietę. Cmentarz grzebalny posiada wystrój parkowy i w przeciwieństwie do przykościelnego nie posiada zabytkowych nagrobków. Kaplica cmentarna została zbudowana w 1937 roku staraniem proboszcza ks. Tomasza Goska. Latem 1997 roku dokonano kapitalnego remontu, umieszczono w jego wnętrzu ołtarz posoborowy – kamień granitowy z kagankami. Zwieńczeniem fasady jest sygnaturka, w której zawisł odnaleziony, mały przestrzelony w czasie wojny dzwon.

## Zabytki
Zabytki wpisane do rejestru zabytków:
- Kościół drewniany mocą decyzji nr 388 z dnia 26 listopada 1957 roku został wpisany do rejestru zabytków pod nr 126[15] i jest obiektem chronionym prawnie (PSOZ/AB-VII-23/320/91)
- Barokowy ołtarz główny z kościoła parafialnego w Jastrzębiu pw. Nawiedzenia Najświętszej Maryi Panny wpisany do rejestru zabytków pod nr B/201 z dnia 30 grudnia 1996 roku (PSOZ/DKI-IB-5/2887/96)

Parafia posiada białe karty:
- dla ołtarza głównego – wykonanie E. Nawrocka 1997-02-17
- dla obrazu Trójca Święta z ołtarza głównego – wykonanie E. Nawrocka 1997-04-21
- dla obrazu Nawiedzenia z ołtarza głównego – wykonanie E. Nawrocka 1997-04-21
- dla obrazu Świętego Jana ze zwieńczenia ołtarza głównego – wykonanie E. Nawrocka 1997-03-17

Parafia posiada dokumentację restauracyjną i konserwatorską wykonaną przez prof. B. Rouba z zespołem studentów; archiwa parafialne z metrykami urodzeń, aktami zgonów i zapowiedzi przedślubne. Ponadto księgi parafialne pochodzące z XIX wieku: księgi chrztów od 1877, ślubów od 1945, pogrzebów od 1946, I Komunii św. od 1959, bierzmowanych od 1953, kronika parafii od 1991

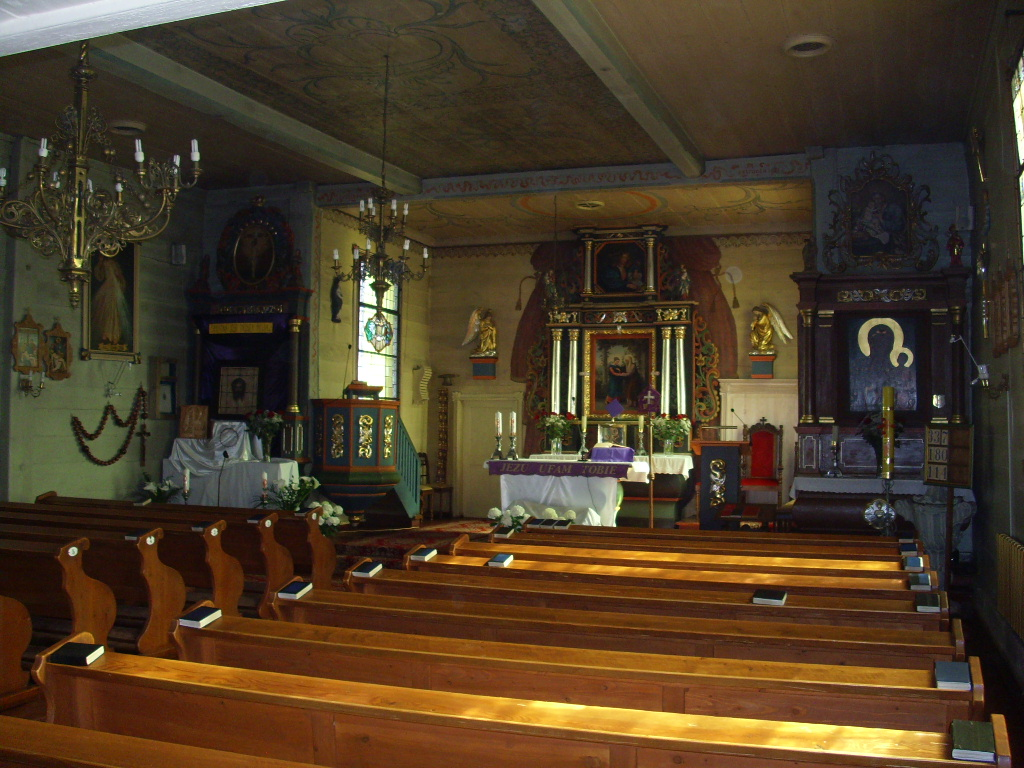
Wnętrze kościoła w Jastrzębiu